# 山下康介
山下 康介（やました こうすけ、1974年2月17日 - ）は、日本の作曲家、編曲家。

## プロフィール
静岡県浜松市生まれ。幼稚園年中ごろまで同市に住み、幼稚園年長の頃から磐田市へ移住した。また、市町村合併による新しい磐田市歌「ふるさと いわた」も手がける。磐田市立磐田第一中学校で吹奏楽部に入部し、その中でアンサンブルの楽しさを知り自身でも作曲を行うようになる。東京音楽大学入学後は同大学の客員教授を務めていた羽田健太郎に師事する。
大学卒業後、1996年に映画作家の大林宣彦に見出され、「三毛猫ホームズの推理」でアレンジャーとして参加した。以降の大林監督作品のほぼ全ての音楽を手がけるようになる。また、同時期に菅野よう子の後を継ぐ形で光栄の歴史シミュレーションゲーム『信長の野望シリーズ』の音楽担当に抜擢される。
その後はドラマ・アニメ・舞台音楽とより活動の場を広げている。大学在学中よりオーケストレーションで高い評価を受け、『題名のない音楽会』のスタジオ編曲も数多く担当している。2011年より、Project.Rのメンバーとしても活動する。
2014年、フルート奏者のyumiと結婚した。
現在、母校の東京音楽大学で特任教授、洗足学園音楽大学で音楽・音響デザインコースの教授も務めている。
2022年9月27日より静岡いわたPR大使に就任した。

### 逸話
高校在学中に進路を迷っていた時に自身の実力を知るためにすぎやまこういちへ自ら作曲した曲の楽譜とデモテープを送ったところ、すぎやまから直接電話が来て好意的な批評とともに音楽をしっかり学ぶことを勧められ、音大進学を決意したという。

## 参加作品

### 映画
- 三毛猫ホームズの推理（1996年）
- 風の歌が聴きたい（1998年）
- 三毛猫ホームズの黄昏ホテル（1998年）
- SADA〜戯作・阿部定の生涯（1998年）
- あの、夏の日 ～とんでろ じいちゃん～（1999年）
- マヌケ先生（2000年）
- 淀川長治物語・神戸篇 サイナラ（2000年）
- ナトゥ 踊る!ニンジャ伝説（2000年）
- 走れ!イチロー（2001年）
- なごり雪（2002年）
- 理由（2004年）
- スーパー戦隊シリーズ
  - 魔法戦隊マジレンジャー THE MOVIE インフェルシアの花嫁（2005年）
  - ゴーカイジャー ゴセイジャー スーパー戦隊199ヒーロー大決戦（2011年）（三宅一徳と共同）
  - 海賊戦隊ゴーカイジャー THE MOVIE 空飛ぶ幽霊船（2011年）
  - 特命戦隊ゴーバスターズVS海賊戦隊ゴーカイジャー THE MOVIE（2013年）（大橋恵と共同）
  - 手裏剣戦隊ニンニンジャー THE MOVIE 恐竜殿さまアッパレ忍法帖!（2015年）
  - 手裏剣戦隊ニンニンジャーVSトッキュウジャー THE MOVIE 忍者・イン・ワンダーランド（2016年）
  - 劇場版 動物戦隊ジュウオウジャーVSニンニンジャー 未来からのメッセージ from スーパー戦隊（2017年）（亀山耕一郎と共同）
  - 宇宙戦隊キュウレンジャー THE MOVIE ゲース・インダベーの逆襲（2017年）
  - 暴太郎戦隊ドンブラザーズ THE MOVIE 新・初恋ヒーロー（2022年）
- 転校生 -さよなら あなた-（2007年）
- 22才の別れ Lycoris 葉見ず花見ず物語（2007年）
- その日のまえに（2008年）
- 映画 クロサギ（2008年）
- 花より男子F（2008年）
- 死にぞこないの青（2008年）
- スーパーヒーロー大戦シリーズ
  - 仮面ライダー×スーパー戦隊 スーパーヒーロー大戦（2012年）（中川幸太郎と共同）
  - 仮面ライダー×スーパー戦隊×宇宙刑事 スーパーヒーロー大戦Z（2013年）（中川幸太郎と共同）
  - 平成ライダー対昭和ライダー 仮面ライダー大戦 feat.スーパー戦隊（2014年）（中川幸太郎と共同）
  - 仮面ライダー×スーパー戦隊 超スーパーヒーロー大戦（2017年）
- 海賊戦隊ゴーカイジャーVS宇宙刑事ギャバン THE MOVIE（2012年）（渡辺宙明と共同）
- 宇宙刑事ギャバン THE MOVIE（2012年）（渡辺宙明と共同）
- はやぶさ 遥かなる帰還（2012年）※メインテーマは辻井伸行が作曲。
- この空の花 長岡花火物語（2012年）※主題曲は久石譲が作曲。
- あさひるばん（2013年）
- 仮面ライダーシリーズ
  - 仮面ライダー×仮面ライダー 鎧武&ウィザード 天下分け目の戦国MOVIE大合戦（2013年）（中川幸太郎と共同）
  - 劇場版 仮面ライダー鎧武 サッカー大決戦!黄金の果実争奪杯!（2014年）
  - 仮面ライダー×仮面ライダー ドライブ&鎧武 MOVIE大戦フルスロットル（2014年）（鳴瀬シュウヘイ、中川幸太郎と共同）
  - 劇場短編 仮面ライダーセイバー 不死鳥の剣士と破滅の本（2020年）
  - 仮面ライダー ビヨンド・ジェネレーションズ（2021年）（中川幸太郎と共同）
- キャプテンハーロック -SPACE PIRATE CAPTAIN HARLOCK-（2013年）※オーケストレーション
- 野のなななのか（2014年）
- クローバー（2014年）
- 救いたい（2014年）
- 空と海のあいだ（2015年）
- 氷川丸ものがたり（2015年）
- 花筐/HANAGATAMI（2017年）
- 海辺の映画館―キネマの玉手箱（2020年）
- 十二単衣を着た悪魔（2020年）
- セイバー+ゼンカイジャー スーパーヒーロー戦記（2021年）（渡辺宙明、大石憲一郎と共同）
- 忌怪島（2023年）

### ドラマ
- 最後の恋（1997年）※編曲のみ。作曲は小田和正
- Sweet Season（1998年）
- Age,35 恋しくて（1998年）
- 朗読劇「忍ぶ川」（2000年）
- 魔界探偵（2000年）※NHK教育テレビ「天才テレビくんワイド」内で放送されたドラマ
- 魔界同盟（2001年）※NHK教育テレビ「天才テレビくんワイド」内で放送されたドラマ
- 光の帝国（2001年）
- 夏少女ウメ子（2001年）
- 新・愛の嵐（2002年）
- みのもんたの人生相談デカ 〜おもいッきりテレビ殺人事件〜（2002年）
- 花より男子シリーズ（2005年、2007年）
- すてきにコモン!（2006年）
- クロサギ（2006年）
- 鉄板少女アカネ!!（2006年）
- 病院のチカラ〜星空ホスピタル〜（2007年）
- 風の来た道（2007年）
- パパとムスメの7日間（2007年）
- 家に五女あり（2007年）
- 有閑倶楽部（2007年）
- 瞳（2008年）
- Around40〜注文の多いオンナたち〜（2008年）
- セレブと貧乏太郎（2008年）
- スマイル（2009年）
- 柳生武芸帳（2010年）
- ヤマトナデシコ七変化（2010年）
- 霊能力者 小田霧響子の嘘（2010年）
- ランナウェイ〜愛する君のために（2011年）
- 恋愛ニート〜忘れた恋のはじめ方（2012年）
- 小暮写眞館（2013年）
- 夫のカノジョ（2013年）
- 最強のふたり〜京都府警 特別捜査班〜（2015年）

### アニメ
- ガラスの仮面 千の仮面を持つ少女（1998年、OVA）※編曲。作曲担当は寺嶋民哉
- ドラえもん のび太の太陽王伝説（2000年）※主題歌編曲
- Xenosaga THE ANIMATION（2005年）
- ガラスの艦隊（2006年）
- 月面兎兵器ミーナ（2007年）
- ドラゴノーツ -ザ・レゾナンス-（2007年）
- しおんの王（2007年）
- 宇宙戦艦ヤマト 復活篇（2009年）（宮川泰、羽田健太郎と共同）
- デジモンクロスウォーズ（2010年）
- ちはやふる（2011年）
- 松本零士「オズマ」（2012年）
- ちはやふる2（2013年）
- それでも世界は美しい（2014年）
- ナースウィッチ小麦ちゃんR（2016年）
- パズドラクロス（2016、2017年）
- アニ×パラ〜あなたのヒーローは誰ですか〜 第4弾「episode4 ゴールボール」（2018年）
- ちはやふる3（2019年）
- ヒューマンバグ大学（2022年）
- ドラゴンボールDAIMA（2024年）

### 特撮テレビドラマ
- スーパー戦隊シリーズ
  - 爆竜戦隊アバレンジャー（2003年）「Healthy Wings」メンバーとして参加
  - 魔法戦隊マジレンジャー（2005年）
  - 海賊戦隊ゴーカイジャー（2011年）
  - 手裏剣戦隊ニンニンジャー（2015年）
  - 宇宙戦隊キュウレンジャー（2017年）
  - 暴太郎戦隊ドンブラザーズ（2022年）
- 仮面ライダーシリーズ
  - 仮面ライダー鎧武/ガイム（2013年）
  - 仮面ライダーセイバー（2020年）

#### テレビスペシャル
- 手裏剣戦隊ニンニンジャーVS仮面ライダードライブ 春休み合体1時間スペシャル（2015年）（鳴瀬シュウヘイ、中川幸太郎と共同）
- 4週連続スペシャル スーパー戦隊最強バトル!!（2019年）（坂部剛、亀山耕一郎、羽岡佳、高木洋（第1話のみ）、中川幸太郎（第1話・第2話のみ）、川村栄二（第3話のみ）と共同）

### オリジナルビデオ
- 超忍者隊イナズマ!（2006年）
- 超忍者隊イナズマ!!SPARK（2007年）
- 鎧武外伝（2015年）
  - 仮面ライダー斬月/仮面ライダーバロン
  - 仮面ライダーデューク/仮面ライダーナックル
- 帰ってきた手裏剣戦隊ニンニンジャー ニンニンガールズVSボーイズ FINAL WARS（2016年）
- 宇宙戦隊キュウレンジャーVSスペース・スクワッド（2018年）
- ルパンレンジャーVSパトレンジャーVSキュウレンジャー（2019年8月21日発売）（高木洋と共同）
- 仮面ライダーセイバー 深罪の三重奏（2022年）

### テレビ番組
- 『FROM N』テーマ曲（1999年、日本テレビ系）
- 『美の巨人たち』エンディングテーマ「エターナル・ストーリー」（2012年、テレビ東京系）

### ラジオドラマ
- ピエタ（2012年 NHK-FM）
- 希望（2013年 NHK-FM）
- 泥の子と狭い家の物語（2013年 NHK-FM）
- 消えたカラスを探して（2013年 NHK-FM）
- 青春アドベンチャー「また、桜の国で」（2017年 NHK-FM）

### ゲーム
- 信長の野望シリーズ
  - 信長の野望・将星録（1996年 コーエー）
  - 信長の野望・烈風伝（1998年 コーエー）
  - 信長の野望・嵐世記（2000年 コーエー）
  - 信長の野望・蒼天録（2002年 コーエー）
  - 信長の野望・天下創世（2003年 コーエー）
  - 信長の野望・革新（2005年 コーエー）
  - 信長の野望・天道（2009年 コーエー）
- 維新の嵐 幕末志士伝（1997年 コーエー）
- こちら葛飾区亀有公園前派出所 ハイテクビル侵攻阻止作戦!の巻（PS 1997年 バンダイナムコゲームス）
- リモートコントロールダンディSF（PS2 2005年 コナミ）
- ゼノサーガI・II（DS 2006年 バンダイナムコゲームス）
- R2-Reign of Revolution（オンライン 2006年 ハンゲーム）
- アスタリア（原題「Call of Chaos」）（オンライン 2009年 ハンゲーム）
- Knights Contract（2011年 バンダイナムコゲームス）
- サガ スカーレット グレイス（2016年 スクウェア・エニックス）※編曲
- ゼルダの伝説 ブレスオブザワイルド（2017年 任天堂）※3rdトレーラーBGM作・編曲（テーマモティーフ作曲：片岡真央・近藤浩治）
- 二ノ国II レヴァナントキングダム（2018年 レベルファイブ）※オーケストレーション

### 舞台/イベント音楽
- ブロードウェイミュージカル「太平洋序曲」（演出・宮本亜門/2002年）※編曲＆音楽監督
- ブロードウェイミュージカル「INTO THE WOODS」（演出・宮本亜門/2004年）※音楽監督
- 人形劇団プーク「すてきな三人組〜もうひとつのはなし〜」（演出・柴崎喜彦/2006年）※音楽
- ブロードウェイミュージカル「スウィーニー・トッド」（演出・宮本亜門/2007年）※音楽監督
- 祝祭音楽劇「トゥーランドット」（演出・宮本亜門/2008年）※編曲
- ミュージカル「緋色の欠片 〜運命の守護者〜」（2008年・2009年）※音楽
- ブロードウェイミュージカル「サンデー・イン・ザ・パーク・ウィズ・ジョージ」（演出・宮本亜門/2009年）※音楽監督
- 横浜開港１５０周年記念オリジナルショー「ヴィジョン！ヨコハマ」（演出・宮本亜門/2009年）※音楽
- ネオ・オペラ マダムバタフライX（演出・宮本亜門/2012年）※編曲
- Hibiya Festival オープニングイベント（演出・宮本亜門/2018年）※作曲
- 舞台『仮面ライダー斬月』-鎧武外伝-（演出・毛利亘宏（少年社中）/2019年）※音楽

### その他
- 磐田市歌「ふるさといわた」（2015年）
- 混声合唱組曲「魂のいちばんおいしいところ」（2014年）（谷川俊太郎：作詩）
- 混声合唱組曲「小さなかがやき」（2016年）（谷川俊太郎：作詩）
- 混声合唱組曲「うつむく青年」（2018年）（谷川俊太郎：作詩）
- 千葉ロッテマリーンズ球団歌「WE LOVE MARINES」（2022年）※編曲
- すとぷり「手をつないで歩こう (Orchestra ver.)」（2023年）※編曲

## 出演

### ラジオ（レギュラー番組）
- 山下康介の作曲夜話（2014年10月1日 - 2017年3月29日、ラジオNIKKEI第1、毎週水曜22:00 ‐ 22:30） - パーソナリティ[8][9]